# Карапузики
Карапу́зики (лат. Histeridae) — семейство жуков, насекомых из отряда жесткокрылых, включающее более 3500 видов. В российской фауне встречаются около 300 видов.

## Распространение
Главным образом обитают в тропических зонах. В Прибайкалье известно около 50 видов.

## Описание
Длиной от 1 до 25 мм, но обычно их размеры не превышают 10 мм.

## Морфология
Тело сильно склеритизировано, плотное, чаще выпуклое, овальное или почти круглое, реже цилиндрическое или плоское. Усики коленчатые, с длинным стебельком, 6—7-сегментным жгутиком и плотной булавой. Голова тесно прилегает к переднегруди, обычно может втягиваться в неё. Переднегрудь плотно прилегает к среднегруди, на нижней стороне с усиковыми ямками для вкладывания булавы. Надкрылья обрублены, не покрывают припигидий и пигидий. Щиток маленьких размеров, иногда даже незаметен. Брюшко с пятью свободными стернитами. Тазики расставлены, особенно широко — задние. Лапки копательные, плотно прижимаются к телу (так делают при опасности). Формула лапок 5-5-5 (за исключением близких родов и сам род Acritus, у которых задние лапки четырёх-сегментные).

### Диагностика
При диагностике карапузиков необходимо учитывать ряд особенностей их строения и принятую терминологию.
Счёт бороздок надкрылий в этом семействе принято вести снаружи внутрь, начиная от плечевого бугорка; при этом насчитывают 4—6 дорсальных бороздок, часто в той или иной степени укороченных или редуцированных; шестая бороздка обычно называется пришовной; кроме них ещё различают снаружи от первой дорсальной одну реже две плечевые бороздки, а на плечевом бугорке обычно расположена косо направленная укороченная плечевая бороздка, иногда слитная с подплечевой, вдоль эпиплевр проходит краевая бороздка, которая нередко переходит на вершинный край, образуя вершинную бороздку.
На переднегруди обычно есть продольные бороздки, у подсемейства Saprininae' их две пары: внутренние и наружные бороздки, которые впереди могут сливаться; близ вершины переднегруди у многих родов Saprininae располагаются предвершинные ямки, в других подсемействах бороздок обычно одна пара, или их нет вообще, а предвершинные ямки отсутствуют.
В родах Saprinus и Margarinotus для определения видов часто необходимо исследование строения гениталий самца. Длину карапузиков принято измерять от переднего края переднеспинки до вершины надкрылий.

## Палеонтология
Древнейшие карапузики, относящиеся к вымершему подсемейству †Antigracilinae, обнаружены в нижнем мелу Китая. В меловом бирманском янтаре найден род †Amplectister.

## Экология
Взрослые и личинки, как правило хищники, и питаются личинками других насекомых. Некоторые виды бывают микофагами. Большинство видов можно встретить на падали, в навозе, экскрементах, разлагающемся растительном материале. Многие живут в ходах насекомых под корой и в древесине, некоторые даже в гнёздах и норах птиц и млекопитающих или же в муравейниках.

## Список русских названий
1. Карапузики (род) (Hister Linnaeus)
  1. Карапузик двухпятнистый (Hister bipustulatus Olson) (=H. fimetarius Herbst)
  2. Карапузик четырёхпятнистый (Hister quadrinotatus Scherf)
  3. Карапузик одноцветный (Hister unicolor Linnaeus) [чёрный]
2. Hololepta Paykull
  1. Карапузик-плоскушка (Hololepta plana Side)
3. Pachylister Loew
  1. Карапузик большой (Pachylister inaequalis Olson)
4. Трупники (Saprinus Erichson), Саприны
  1. Карапузик бронзовый (Saprinus aeneus Fabricius)
  2. Карапузик полубороздчатый (Saprinus semistriatus Scudder)